# Ghost Games
Ghost Games (dawniej EA Gothenburg) – producent gier komputerowych należący do Electronic Arts, mający siedzibę w Szwecji oraz Wielkiej Brytanii (Ghost Games UK). Przedsiębiorstwo skupia się na rozwoju serii gier Need for Speed przy użyciu silnika Frostbite 3.

## Gry studia
| Rok  | Tytuł                  | Platformy                                                           | Uwagi                                     |
| ---- | ---------------------- | ------------------------------------------------------------------- | ----------------------------------------- |
| 2013 | Need for Speed: Rivals | Microsoft Windows, PlayStation 3, PlayStation 4, Xbox 360, Xbox One | Dodatkowa pomoc przez Criterion Games     |
| 2015 | Need for Speed         | Microsoft Windows, PlayStation 4, Xbox One                          | Dodatkowa pomoc przez portal SpeedHunters |
| 2017 | Need for Speed Payback | Microsoft Windows, PlayStation 4, Xbox One                          | Dodatkowa pomoc przez portal SpeedHunters |
| 2019 | Need for Speed Heat    | Microsoft Windows, PlayStation 4, Xbox One                          |                                           |